# Cinema Teatro Amiata
Il Cinema Teatro Amiata è un teatro situato ad Abbadia San Salvatore.
In seguito allo sviluppo economico urbanistico causato dallo sfruttamento delle miniere di mercurio per opera di industriali tedeschi a partire dal 1896, nel centro amiatino, per iniziativa della Società Mercurifera Monte Amiata S.p.A., si avviò un programma di opere assistenziali fra le quali era prevista anche la costruzione di un nuovo teatro.
Progettato dal geometra G.G. Bossi dell'ufficio tecnico della Società, il nuovo teatro venne realizzato nel 1930, affiancandosi così all'attività del più antico Teatro Servadio.
Anche se usato prevalentemente come cinematografo, ha ospitato spettacoli teatrali, feste da ballo, assemblee civiche e politiche. All'inizio degli anni settanta è stato venduto a privati e ha assunto la denominazione di Supercinema. Nel 1984, dopo esser stato acquisito dal Comune, il teatro è stato oggetto di un programma di recupero, su progetto dell'architetto Giorgio Cosimi e con finanziamenti del Progetto Regionale FIO, conclusosi nel 1989.
Con la sua sala rettangolare dotata di galleria, il teatro costituisce un importante riferimento per le attività culturali dell'area amiatina ospitando alcuni spettacoli del festival estivo "Amiata Teatro".